# Boulevard Henri-IV
Boulevard Henri-IV je bulvár v Paříži, který se nachází ve 4. obvodu. Je pojmenován po francouzském králi Jindřichu IV.

## Poloha
Bulvár začíná na východním cípu ostrova sv. Ludvíka na nábřeží Quai de Béthune, pokračuje přes pont de Sully na pravý břeh Seiny a končí na křižovatce s Place de la Bastille a Boulevardu Bourdon. Ulice je jednosměrná s provozem od nábřeží směrem k Place de la Bastille. Jízdní pruh v protisměru je vyhrazen autobusům, taxi a cyklistům.

## Historie
Bulvár vznikl v rámci Haussmanových přestaveb Paříže.

## Významné stavby
- Square Barye
- Square Henri-Galli, kde se nacházejí pozůstatky jedné z osmi věží Bastily
- Bronzová socha Arthura Rimbauda z roku 1984 na Place du Père-Teilhard-de-Chardin vlevo od bulváru
- Bývalá pařížská zbrojnice (Arsenal de Paris), ve které sídlí Bibliothèque de l'Arsenal, budova je chráněná jako historická památka
- Caserne des Célestins na místě bývalého celestýnského kláštera
- dům č. 17 z roku 1912